# Isolotti Scoglio
Gli isolotti Scoglio o Scogli sono due piccoli isolotti della Dalmazia settentrionale, in Croazia, che fanno parte dell'arcipelago zaratino. Si trovano nel mar Adriatico centrale, all'interno della grande baia di porto Taier (luka Telašćica) nella parte meridionale dell'Isola Lunga e fanno parte del Parco naturale di Porto Taier (Park prirode Telašćica). Amministrativamente appartengono al comune di Sale, nella regione zaratina.

## Geografia
I due isolotti, ambedue di forma arrotondata, si trovano affiancati nella parte più interna e settentrionale di Porto Taier, denominata Porto Telego dall'antico nome del capoluogo dell'isola (Tilagus o Telego) che sorgeva su una collina a nord-est. Porto Telego è un'insenatura molto riparata, con vari punti di approdo, chiusa a sud-est dal piccolo promontorio di punta Zaglavich (rt Zaglavić) che la divide da valle Farfariculazzo o Farfariculaz (uvala Farfarikulac).
- Scoglio Superiore[11] (in croato Burnji Školj, Greben Školj o Gornji Školji[7]), si trova a sud della piccola valle Magrovica[1] e 650 m[1] a nord-ovest di punta Zaglavich; ha una superficie di 0,084 km²[12], una costa lunga 1,07 km[12] e 50 m[1] di altezza.
- Scoglio Inferiore[13] (Donji Školji), si trova a soli 70 m a sud-ovest dell'altro; è leggermente ovale, ha una superficie di 0,09 km²[12], una costa lunga 1,11 km[12] e 62 m[1] di altezza.

### Isole adiacenti
- Scoglio Farfariculazzo[14], Farfariculaz[15] o Fafariculaz[3] (Farfarikulac), piccolo scoglio che dà il nome a valle Farfariculazzo[10] o Fafariculaz[2]; si trova circa 500 m[1] a sud-est di punta Zaglavich; ha una superficie di 5318 m²[7], la costa lunga 289 m[7] e 14 m[1] di altezza 43°54′45″N 15°09′08″E.

### Cartografia
- (HR) Mappa topografica della Croazia 1:25000, su preglednik.arkod.hr. URL consultato il 29 luglio 2017.
- G. Giani, Carta prospettiva delle Comuni censuarie della Dalmazia, foglio 2, 1839. Fondo Miscellanea cartografica catastale, Archivio di Stato di Trieste.